# Strategic command chiama Jo Walker
Strategic command chiama Jo Walker è un film del 1967 diretto da Gianfranco Parolini. È il quarto film della saga Kommissar X.

## Trama
Un gruppo di militari e forze dell'ordine, capitanato da Jo Walker, cercano di catturare una banda di malviventi. Il capitano Rowland, suo stretto collaboratore, scopre che si tratta della cosiddetta "banda dei Cani Verdi", setta leggendaria con una storia secolare. Nonostante l'incomprensione della polizia locale, guidata dall'ispettore Rebat, i due amici riescono a rintracciare il covo della setta, che è nascosto in una zona selvaggia, la cupa Valle dei Mille Colli. Con l'aiuto di due coraggiose collaboratrici, Leila e Gemmy, Rowland e Walker scoprono che complici della banda sono due insospettabili persone, cioè la segretaria del console americano ed il fratello di un funzionario dello stesso consolato.